# Enver Hodža

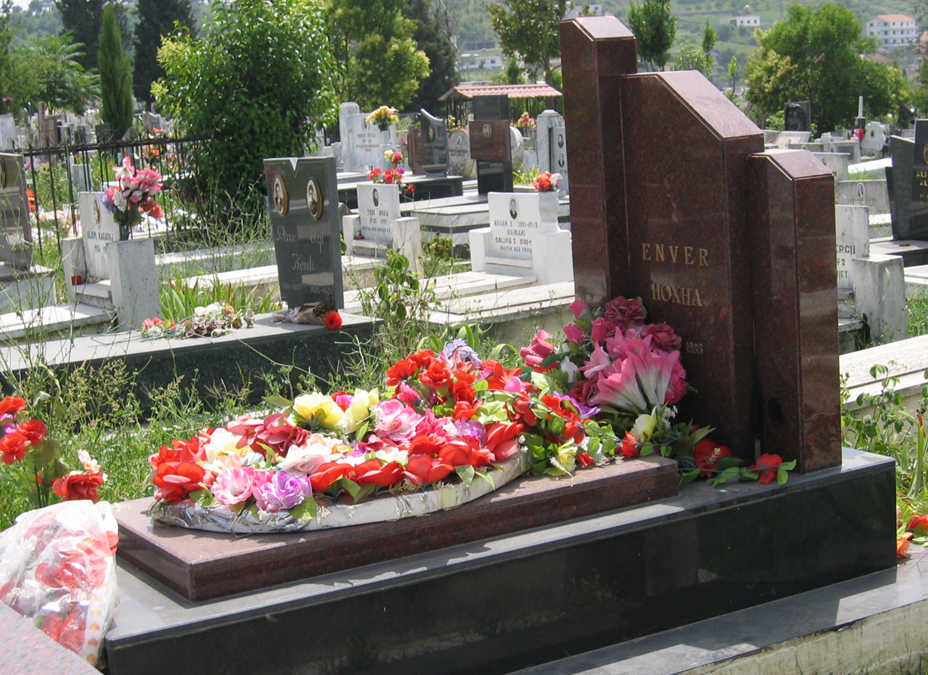
Hodžův hrob v Tiraně

Enver Halil Hodža (albánsky Enver Hoxha, 16. října 1908 Gjirokastra – 11. dubna 1985 Tirana) byl prvním tajemníkem Albánské strany práce a od konce druhé světové války až do své smrti vůdcem země.

## Životopis
Narodil se do zámožné rodiny obchodníka s látkami (podle jiných zdrojů lékárníka)[zdroj?] ve městě Gjirokastër v jižní Albánii, která v době jeho narození byla součástí Osmanské říše. Jeho otec Halil Hodža, který patřil k toskicky mluvícím Albáncům, mu dal po narození prostřední jméno po sobě. Halil patřil k dobře společensky i peněžně situovaným Albáncům, nicméně často nebyl doma, neboť jako obchodník s textiliemi často cestoval po světě, např. v Evropě i v USA. Enverova matka se jmenovala Gjylihan (Gjylo) Hoxha. Na mladého Envera měl velký vliv jeho strýc, Hysen Hodža, jenž byl oddaný myšlence nezávislé Albánie na turecké nadvládě. S ní se Enver velmi ztotožnil. Hodža se na krátký čas stal členem albánské studentské politické frakce, která požadovala svržení krále Zoga I., který vládl v meziválečné Albánii. Poté, co bylo uskupení vládními silami zničeno, Enver Hodža opustil rodný Gjirokastër a přesunul se do města Korçë na východě země, aby tam studoval francouzskou kulturu a historii. Zde se mu podle některých pramenů[zdroj?] dostalo prvního zasvěcení do komunistických idejí. Podle jiných pramenů to bylo až později během jeho pobytu ve Francii a Belgii.
Poté, co dokončil muslimskou základní školu, začal studovat v roce 1923 na gjirokasterském lyceu. Obdržel školský diplom pro pokračování studia z důvodů uzavření lycea na základě nařízení a nových pravidel premiéra Albánie Eqrema Libohovy, který dříve úzce spolupracoval s králem Zogem. Enver Hodža se odstěhoval pryč z vlasti, aby mohl dále studovat.
V rozmezí let 1930–1934 Hodža studoval jako stipendista na francouzské univerzitě přírodních věd, kde navštěvoval i komunistické diskuze a semináře. Dále pak pracoval na albánském konzulátu v Bruselu (1934–1936). Poté se vrátil jako učitel na zkrácený úvazek na gymnáziu do Tirany. Od tohoto postu se vrátil jako učitel francouzštiny a humanitních studií na lyceu v Korçë (občas se uvádí, že také vedl post knihovníka).[zdroj?] Po pár měsících mu bylo zakázáno učit, protože po připojení Albánie k Itálii v roce 1939 odmítl vstoupit do fašistické strany. Posléze se vrátil do Tirany, kde mu jeho přítel Esat Dishnica nabídl bydlení v budově na přípravu tabáku pro jeho firmu Flora. Se stejným jménem se poté otevřel obchod, kde Enver dostal novou práci na pozici trafikanta. Při ní se začal bavit s bratrancem Esata, Ibrahimem Biçakçiem, se kterým sympatizoval v komunistických názorech. Uspořádali malý komunistický kroužek, který byl ovšem odhalen a rozpuštěn italskými okupačními silami.
Dne 1. ledna 1945 se Hodža oženil a s manželkou Nedžmijí pak měli dva syny, Ilira a Sokola, a dceru Pranveru. Ilir, který vyznával názory svého otce Envera, se pokusil o vytvoření nové strany v roce 2002, ale neuspěl. Poté v roce 2005 napsal knihu o svém otci a problémech, které s ním i jeho okolím byly spojeny.

## Partyzánský boj
8. listopadu 1941 byla založena Albánská strana práce, v níž se Hodža stal jedním ze sedmi členů prozatímního ústředního výboru. Reprezentoval v ní muslimské obyvatelstvo; o jeho jmenování rozhodli dva straničtí funkcionáři z města Korçë. Hodža sám představil dne 8. dubna 1942 v Tiraně své návrhy a nápady ohledně komunistického výboru na oficiálním prvním konzultativním srazu zástupců a sympatizantů komunistické strany Albánie. Toto setkání trvalo od 8. dubna až do 11. dubna 1942. Hodžovy nápady se shledaly s úspěchem, což mu dodalo odvahu se více prosazovat jako člen strany. O rok později, v září, kdy proběhla v albánském Pezë konference členů této strany, na které došlo k oficiálnímu založení Osvobozenecké fronty Albánie. Fronta si určila za hlavní cíl sjednotit obyvatelstvo proti společnému nepříteli (okupantům). Hodža ve svazu začal používat knihu, kterou sám napsal (v doslovném překladu „Volání albánského obyvatelstva“). S kontextem této knihy nutil obyvatele, aby se vzdali peněz za prodej obilí a potravin a odmítali je vydat nebo např. odmítali placení daní. Nadále tuto knihu používal ve svých nápadech pro osvobození Albánie. V březnu roku 1943 byl Hodža na historicky prvním Národním shromážděním zvolen předsedou strany. Dne 10. července 1943 byly Albánské odbojové milice přetransformovány v skutečnou armádu, která dostala později jméno Albánská (národní) osvobozenecká armáda (albánsky Ushtria Nacional-Çlirimtare). O pomoci ze strany Sovětského svazu se pochybuje[zdroj?], ale Albánie dostávala pomoc v militarizaci od skrytých služeb Velké Británie, známé jako SOE. Vrchním velitelem této nové armády se stal Hodža společně s generálem Spiro Moisiem, Hodža se sám stal politickým hodnostářem a bok po boku společně vedli armádu proti německým fašistům. Partyzáni se setkávali s problémem komunikace, proto se po Albánii konaly tajné schůze hodnostářů a velitelů. Nejznámější bylo v roce 1943, kdy v dubnu tohoto roku proběhla konference ve městě Mukje. Zde se setkaly partyzánské strany se společnou dohodou, kdy bylo vytyčeno 9 bodů společně s hlavním bodem, kdy se mluvilo o záchraně/osvobození Kosova. Kosovo samo mělo v konferenci část svých velitelů. Vzniklo zde seskupení hodnostářů nacionálního osvobození, které mělo vzít hlavní roli v obraně státu. Nadále se Kosovo přidalo k Albánii na základě dohody vzájemné pomoci, kdy Osvobozenecká fronta Albánie pomůže v boji proti fašistům v Kosovu. Na tuto dohodu se podepsalo 12 velitelů z každé strany dohody včetně Envera Hodžy. Poražení Němců v Albánii bylo vykoupeno vysokými oběťmi. Z miliónové populace Albánců bylo zabito 28 000, 12 600 zraněno, 10 000 bylo německými a italskými silami odvlečeno, a 35 tisíc bylo nuceně nasazeno.[zdroj⁠?!]
1. Sjednocení všech sil proti fašistickému vpádu.
2. Vymezit veškeré konflikty mezi podepisujícími stranami.
3. Zformování operačního spoje pro kontrolu obrněných vojsk po Albánii.
4. Kontrola, že demokratická strana bude vybírat pouze hodnostáře v albánské politice.
5. Ujištění, že po válce se Albánie stane svobodným státem, kde si lidé demokraticky zvolí svoji stranu.
6. Respekt vztahů se Sovětským svazem a Velkou Británií. Lid Kosova a jižní oblasti Albánie si bude moci vybrat, jak s tímto naloží.
7. Spolupracovat s jakoukoliv stranou, která se bude podílet na boji proti fašistům.
8. Komunistická strana Albánie nebude navazovat žádný kontakt s Nacionalistickými spolupracovníky ani s jejich stranami.
9. Komunistická strana Albánie se sjednotí s jakoukoli skupinou, která měla kontakty s fašistickými útočníky, ale nyní tyto kontakty ukončila a je ochotna bojovat proti fašistickým útočníkům za předpokladu, že tyto skupiny nedopustí žádné zločiny proti lidem.

Jako podmínku podepsání této smlouvy se tyto body musí vztahovat i na Kosovo a jižní oblast Albánie. (Chamëria)

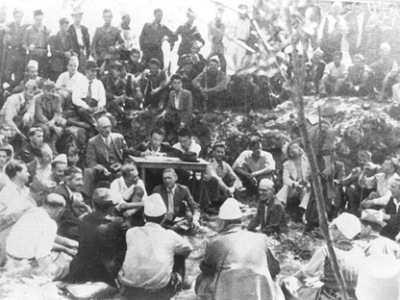
Sraz na projednání obrany Albánie po vpádu fašistů v Mukje, 1943

Sám Hodža byl jeden z lidí, kteří nesouhlasili s jugoslávskými komunisty. Kvůli rozporům s Josefem Broz Titem a Srbskem, kteří se neprávem soudili o to, jestli Kosovo po druhé světové válce má přijít k Albánii, když s ní oficiálně spolupracovalo za války. Zde svoji roli sehrál Balli Krombetar, který měl hlavní slovo na tajném svazu v Mukje. Sám v roce 1944 začal potlačovat síly komunistů a stranil se jim, za což mu byla přisuzována tajná spolupráce s Itálií. Balli se snažil bagatelizovat komunistickou stranu Albánie, ale nakonec marně, protože neměl podporu v obyvatelstvu a po soudu byl prohlášen za spojku s nacistickým Německem, kterou hrubě odmítal. Tento spor nakonec vyhrála komunistická strana, ale boj s těmi, kteří byli s Ballim společně nebyl u konce.
Hodža společně s několika dalšími hodnostáři v roce 1944 vytvořili projekt, který měl osvobodit Albánii od nastoleného režimu a přinést nový směr demokracie pro albánský lid. Byla vytvořena antifašistická strana Albánie, která společně s legiemi z rudé armády a Zogem, který se vrátil do Albánie, pomohla překročit hranice do Jugoslávie a bojovat proti okupacím s Německa. Hodža si tímto získal většinu lidí a veřejnou podporu napříč Albánií jako zachránce a osvoboditele. A 2. prosince roku 1945, kdy se boje v dubnu téhož roku v Jugoslávii uklidnily a hodnostáři se navrátili zpátky do země, při prvních volbách dominovala komunistická strana v čele s Enverem Hodžou s 93% převahou. Dne 11. ledna roku 1946 byla nastolena Albánská lidová republika, kterou vedla komunistická strana Albánie v čele s Enverem Hodžou.

## Poválečná éra
V lednu 1946 byla vyhlášena Albánská lidová republika. Albánská strana práce se stala jedinou povolenou politickou stranou v Albánii. Stála v čele Demokratické fronty Albánie, do které byly dále začleněny Odborové svazy Albánie, Svaz žen Albánie a Svaz pracující mládeže Albánie. V první polovině 70. let byla členy ASP 4 % obyvatel Albánie, což je mnohem méně, než bylo v případě KSČ, nebo dalších východoevropských zemí i Jugoslávie. Do čela významného Institut marxisticko-leninských studií byla postavena manželka E. Hodži, Nedžmie Hodžová (Nexhmie Hoxha). Bylo uskutečněno znárodnění průmyslu, bankovnictví, dopravy, spojů, zahraničního obchodu a vnitřního velkoobchodu. Byli vyvlastněni statkáři a osoby, které přímo nepracovaly v zemědělství, zakládány státní zemědělské podniky a zemědělská družstva a strojní a traktorové stanice (STS). V témže roce byla ustanovena nová vláda, ve které se Enver Hodža stal předsedou vlády, ministrem zahraničí, obrany a nejvyšším velitelem armády.
Enver Hodža řídil Albánii od konce války až do svojí smrti. Od roku 1944 měl hodnost generálplukovníka. V l. 1944–1954 byl předsedou rady ministrů, 1946–1953 ministrem zahraničí, od roku 1948 až do své smrti v roce 1985 prvním tajemníkem Albánské strany práce (ASP), na kterou se přejmenovala KS Albánie.
Problémovou částí Albánie byly její vztahy s Jugoslávií. Enver Hodža si s Josipem Broz Titem nerozuměli dostatečně a vznikaly problémy mezi těmito vůdci. V komunistické straně Albánie se začal vyvíjet odpor vůči Jugoslávii, protože se nesly zprávy, že Josip Broz Tito se snažil omezit práva této strany v postu řízení Albánie. Jugoslávská delegace prohlásila Envera Hodžu jako oportunistu, což vyvolalo značné neshody. V roce 1946 se začaly vyvíjet teorie, že Zog s Enverem se pokoušejí spolupracovat s Itálií proti Jugoslávii, ale tyto teorie nebyly pravdivé. Enver se snažil o plnou svobodu Albánie, ale Jugoslávská vláda pevně věřila, že Albánie je moc slabá na to, aby se sama mohla osvobodit a zůstat ekonomicky vyvážená. Hodně se zde ukázal Koči Džodze, ministr obrany Jugoslávie, který Hodžovi nevěřil a snažil se přerušit vztahy mezi Albánií a Sovětským svazem. Jedním z hlavních podnětů, proč Enver chtěl svobodu byla samotná ekonomie. Měna v Albánii (albánský lek) se rozhodně nemohla vyrovnati s jugoslávskými dináry, což import této měny jako centralizace i pro Albánii byla odmítnuta. Nadále Enver vydal manifest ke shrnutí ekonomie, která podle něj podléhala korupci ze strany Jugoslávie:
"Bylo očekáváno, že Albánie bude produkovat veškeré suroviny, které budou potřebovat. Suroviny budou vyváženy do metropolitní Jugoslávie, aby se zde v Jugoslávských továrnách zpracovaly. To stejné lze aplikovat i na produkci bavlny a dalších průmyslových plodin, stejně jako olej, živec, asfalt, chrom a další. Na oplátku Jugoslávie bude zásobovat svojí kolonii, Albánii, s předraženým spotřebním zbožím, dokonce třeba i jehly a nitě a poskytli nám benzín a olej, stejně jako sklo pro naše petrolejové lampy ve kterých spálíme palivo extrahované z našeho povrchu, zpracovaného v Jugoslávii a následně prodaného nám za vysoké ceny.... Cíl Jugoslávie bylo a bude buď prevence vývoje průmyslu nebo vývoje dělnické třídy, aby Albánie byla navždy závislá na Jugoslávii." -Enver Hodža
Následně byly poprvé udělány kroky a plány pro osvobození Albánie. Hodně si Hodža převzal ze své knihy "Volání albánského lidu", ze které podle plánu uzavřel tok surovin z Albánie do Jugoslávie, nutil lidi aby si pracovali na svém a aby zásobovali sami sebe. Za tuto dobu se v Albánii rapidně zvýšil podíl průmyslu oproti zemědělství a export se snížil o více než o 75 %. Hodža se již soustředil na samotnou Jugoslávii a navazoval vztahy se Sovětským svazem a Bulharskem. Ministr Koči Džodze obvinil Envera Hodžu ze zrady a chtěl, aby bylo zakročeno, protože si myslel, že Hodža chce nastolit novou diktaturu v Albánii a soustředit veškerou moc na sebe. V roce 1947 vystupuje proti Džodzemu Albánský politik a předseda komise pro plánování ekonomického plánu Nako Spiru, který zařídil diplomacii se Sovětským svazem jako ochranu před Jugoslávií, ze které měl Hodža strach. V listopadu 1947 Koči Džodze pod rozkazem Josipa Broze Tita vedl kampaň proti Spirovi, který se nedočkal pomoci od strachujícího se Hodža, což nakonec Spiru posoudil jako situaci bez východiska. Byl obviněn ze spolupráce s nacionalistickým anti-jugoslávským programem. Nakonec 20. listopadu roku 1947 spáchal sebevraždu, kdy se zastřelil nad depresí ze zrady sám sebe i svých blízkých. Občas se uvádí, že to byl omyl když měl v ruce zbraň, jiný zdroj uvádí, že Džodze ho sám zastřelil. Manželka Spira Liri Belishova řekla v roce 1991, že Hodža Spira nechal poslat na smrt. Hodžův strach rostl, ale 1. července 1948 došla zpráva z Tirany do Jugoslávie, že veškeré obchody a vztahy mezi Albánií a Jugoslávií jsou uzavřeny a přerušeny. Albánie byla svobodná a Enver Hodža se usadil přímo do čela. Džodze byl za svoje chyby a zločinnosti 13. června 1949 odsouzen na smrt pověšením.
Po XX. sjezdu KSSS, na kterém N. S. Chruščov kritizoval "kult osobnosti" J. V. Stalina, a po normalizaci vztahů SSSR a Jugoslávie, vedl Hodža zahraničně politickou orientaci Albánie na Čínskou lidovou republiku. V roce 1961 přerušila Albánská lidová republika styky se SSSR a výrazně omezila kontakty s většinou socialistických zemí a odklonila se od činnosti v RVHP a OVS. Tím došlo ke zpomalení rozvoje a bylo nutno rozvíjet kampaň „spoléhání se na vlastní síly“ a zvyšovat zapojení občanů do řešení hospodářských problémů formou brigád. Byla zavedena všeobecná manuální pracovní povinnost pro duševně pracující (pro muže 1 měsíc a pro ženy 14 dní za rok) a vojenská příprava všech složek obyvatelstva. Administrativní pracovníci byli přesouváni do výroby (v letech 1966–1967 15 tisíc, v letech 1974–1975 několik desítek tisíc lidí). Byla prohlubována ideologická výchova a zostřen boj proti církvím a náboženským společnostem.
Po vzoru Čínské lidové republiky a krátce po návštěvě této země se albánské politické vedení rozhodlo pro provedení tvrdé ateizace země. Ačkoliv Enver Hodža zdůrazňoval, že proti náboženství musí být používáno pouze přesvědčování, politická a ideologická práce a nikoli donucování, byla drtivá většina náboženských objektů v zemi (nejen mešit, ale i kostelů – katolických na severu země i ortodoxních na jihu – uzavřena. Mnozí duchovní končili ve věznicích a pracovních táborech. Významná část obyvatelstva však byla stále nábožensky založena a protináboženská opatření v nich posílila odpor proti albánskému režimu. O tom svědčí i opětovný rozmach náboženství po provedení politických změn na začátku 90. let.
Politická linie ASP byla v té době značně ovlivňována idejemi Mao Ce-tunga, zejména v propagování ideje o dvou supervelmocích, USA a SSSR, o imperialisticko-revizionistickém komplotu a imperialisticko-revizionistickém obklíčení. Albánská propaganda však na rozdíl od čínské nikdy neadorovala Mao Ce-tunga a v nepodporovala některé jeho avanturistické koncepce, jako „velký skok do komunismu“, které skončily fiaskem. Kromě ČLR udržovala Albánie dobré vztahy s dalšími asijskými komunistickými diktaturami, tedy KLDR, Pol Potovou Kambodžou, Ho Chi Minhovou Vietnamskou demokratickou resp. socialistickou republikou a Laoskou lidově demokratickou republikou. Z kapitalistických států měla hospodářské styky zejména s Francií, Itálií a Rakouskem.
Od konce 60. let docházelo i ke zlepšení vztahů se Socialistickou federativní republikou Jugoslávie, zejména se Socialistickou autonomní oblastí Kosova a Socialistickou republikou Makedonií. V roce 1980 Hodža kondoloval do Jugoslávie v souvislosti s úmrtím Josipa Broze Tita. Rizikem pro vzájemné vztahy se však stala politická nestabilita Kosova od konce 60. let 20. století, zejména v souvislosti s událostmi v letech 1968 a 1981. V roce 1981 řada demonstrujících skandovala jméno Envera Hodži.[zdroj?] Ten oficiálně podporoval, aby Kosovo získalo statut sedmé republiky Jugoslávie, nikoliv však, aby se od SFRJ odtrhlo.
V roce 1976 byla přijata nová ústava a Albánská lidová republika přejmenována na Albánskou socialistickou lidovou republiku (ASLR). Podle ní byl předseda Prezídia Lidového shromáždění, zjednodušeně prezident, nejvyšším státním představitelem. Enver Hodža tuto funkci nikdy nevykonával. V letech 1953 – 1982 byl předsedou prezídia Hadži Lleshi, v letech 1982–1992 Ramiz Alia.
Důležitou částí ústavy bylo prohlášení o tom, že nikomu není přiznáno právo podepsat nebo schválit kapitulaci či okupaci země a že na území ASLR není dovoleno zřizovat cizí základny a umisťovat cizí vojenské síly.
Roku 1966 byl schválen zákoník práce, který zaručoval právo na práci všem občanům po 15. roce, osmihodinovou pracovní dobu, šestidenní pracovní týden, placenou dovolenou, pracovní ochranu a sociální zabezpečení. Docházelo ke sbližování životní úrovně fyzicky a duševně pracujících a pracujících ve městě a na vesnici. Zlepšovaly se životní podmínky a bylo kultivováno prostředí, budovány sociální objekty a parky. Bylo zavedeno odměňování podle množství a kvality práce, s důrazem na kolektivní normy. V roce 1969 byly zrušeny přímé daně a dávky od obyvatelstva
Enver Hodža v pozdějších fázích svého vůdcovství začal nabírat špatného vědomí. Občas se říká, že šlo o stihomam, který ho stíhal více a více, ale to se nikdy neprokázalo. Měl ve své hlavě vlastní představy, které mu zkreslovaly jeho pohled na svět. Od strachu v roce 1946 z Jugoslávie přes odstranění náboženství v zemi a vzniku ateistické republiky nebo vstup a následné vystoupení z Varšavské smlouvy po vpádu vojsk do Československa v roce 1968, kdy se začal potýkat s tísněmi. Strach z vpádu Sovětských vojsk do Albánie začal promýšlet obranný plán proti Nikitu Chruščovovi. Jako nejzásadnější věc se považuje výstavba obranných bunkrů po Albánii. Plán byl projektován tak, aby vycházel 1 bunkr na 4 obyvatele Albánie, což činilo v roce 1983 kolem 173 371 bunkrů. (Dohromady 5,7 bunkrů na 1 km2.) Celý tento projekt poničil základní pilíře ekonomiky a HDP v Albánii. Hodža v těchto dobách spával kolem 2 hodin denně, ležel v knihách fikce a často byl nalezen pouze s dekou jinde než spával a s knihami kolem něj. Tento duševní stav mu zůstal až do smrti. Prý už žil ve vlastním světě.
V roce 1972 byla založena Akademie věd ALR. Teprve v roce 1973 byl zaveden jednotný pravopis albánského jazyka. Byla zřizována muzea, knihovny a archivy, v umění byl prosazován socialistický realismus. Teprve po roce 1946 se zrodilo profesionální divadlo a film a rozšířilo se rozhlasové vysílání. Divadla a kina byla široce dostupná a ceny vstupenek symbolické. V roce 1960 začala fungovat televize. Zahraniční turistika byla omezena, ale domácí se v rámci možností rozvíjela.
V roce 1967 byla ukončena kolektivizace zemědělství a roku 1973 byla zemědělská výroba 3,5krát větší než v roce 1938. Do konce 60. let byl odstraněn soukromý sektor v řemeslné výrobě. V roce 1970 byla dokončena elektrifikace. Zvyšoval se také podíl žen v politice i ve vzdělávání – v roce 1985 tvořily ženy 30 % ÚV ASP a v roce 1978 docházelo na základní školy 15,1krát více dívek než v roce 1938. Albánie měla největší přirozený přírůstek obyvatelstva po 2. světové válce v Evropě – zatímco v r. 1923 měla pouze 804 tisíc obyvatel, v roce 1973 již 2 297 000. Hlavní město Tirana mělo v r. 1923 11 tisíc obyvatel a v r. 1975 195 tisíc. Průměrná délka života činila v r. 1938 38 let (včetně vysoké kojenecké a dětské úmrtnosti), v r. 1978 69 let.
Na protest proti intervenci vojsk Varšavské smlouvy v Československu inicioval Hodža vystoupení Albánie z Varšavské smlouvy v září 1968.
V souvislosti s prohlubováním orientace ČLR na USA a další kapitalistické státy přerušila Albánie v r. 1978 i styky s Čínskou lidovou republikou. Již v r. 1971 kritizoval Enver Hodža přijetí prezidenta USA Nixona v ČLR, po kterém čínské vedení vyhlásilo svým největším nepřítelem SSSR a tvrdilo, že s USA je možno v boji proti SSSR utvořit alianci. V r. 1977 byl v Pekingu přijat také předseda Svazu komunistů Jugoslávie a prezident Socialistické federativní republiky Jugoslávie Josip Broz Tito. Enver Hodža poté hovořil o „zradě titovských, sovětských, čínských a jiných revizionistů“. V předmluvě ke knize „Imperialismus a revoluce“ (Tirana 1978) uvedl, že „americký imperialismus a jeho agentury, sovětský sociálimperialismus, čínský sociálimperialismus, velkoburžoazie a reakce, znovu sílí a bojují proti marxismu-leninismu“. Po albánské kritice maoismu odvolala Čína hospodářskou pomoc Albánii a své odborníky. Albánští studenti museli opustit čínské vysoké školy.
Enver Hodža došel až k absurdnímu závěru, že Albánie je jedinou socialistickou zemí na světě. Přesto s některými dalšími socialistickými státy udržovala Albánie nadále alespoň hospodářské styky – např. obchod s ČSSR dosahoval v 70. letech okolo 15 % zahraničního obchodu ASLR. ČSSR deklarovala, že je ochotna normalizovat a dále rozvinout vztahy s Albánií na základě rovnoprávnosti, nevměšování a vzájemné výhodnosti. V 80. letech byl např. do Albánie dodán velký počet československých diesel-elektrických lokomotiv T669.1, které zde jezdí dodnes, a jsou jediným momentálně provozovaným typem lokomotiv v zemi.
Enver Hodža kritizoval řadu negativních tendencí v politice KSSS po smrti Stalina, ovšem činil to tak nevybíravě, že nedával představitelům komunistických a dělnických stran socialistických států možnost k jakékoli spolupráci. Mj. chápal L. I. Brežněva jako politika pravicovějšího než Chruščov a cílevědomě provádějícího restauraci kapitalismu v SSSR a jeho ztotožňování s fašisty. V předmluvě ke knize „Chruščovisté“ (Tirana, 1980) E. Hodža píše:
„Odstranili Chruščova, aby chránili chruščovismus před diskreditací, kterou sám vládce prováděl svým nekonečným šaškováním, odstranili »otce« s cílem provádět kompletní restauraci kapitalismu v Sovětském svazu s větší intenzitou a účinností.
V tomto směru se Brežněv a spol. ukázali být »hodnými žáky« svého nechvalně známého učitele. V Sovětském svazu ustavili a posílili diktátorský fašistický režim, když obrátili zahraniční politiku svého státu v politiku velkostátního šovinismu, rozšiřování a hegemonismu. Pod vedením Brežněvových chruščovistů se Sovětský svaz změnil ve světovou imperialistickou velmoc a stejně jako Spojené státy americké usiluje o ovládnutí světa.
Mezi hořké důkazy o naprosto reakční politice sovětského sociálimperialismu patří tragické události v Československu, posílení převahy Kremlu nad zeměmi Varšavské smlouvy, prohloubení jejich všestranné závislosti na Moskvě a prodloužení chapadla sovětského sociálimperialismu do Asie, Afriky a jinam.
Správné úsudky a předpovědi naší strany o reakční vnitřní a zahraniční politice Brežněva byly a jsou neustále potvrzovány. Nejnovějším příkladem je Afghánistán, kde se Brežněvovi chruščovisté dopustili otevřené fašistické agrese a nyní se snaží potlačit plameny lidové války ohněm a ocelí za účelem prodloužení své sociálně imperialistické okupace.“
Enver Hodža zemřel 11. dubna 1985 v Tiraně ve věku 76 let po dlouhé nemoci.
Nástupcem se stal Ramiz Alia.
V roce 2024 se Albánci, žijící v Evropské unii, začali ve velkém množství stěhovat zpět do Albánie kvůli výročí smrti Envera.

## Enver Hodža a jeho Albánie

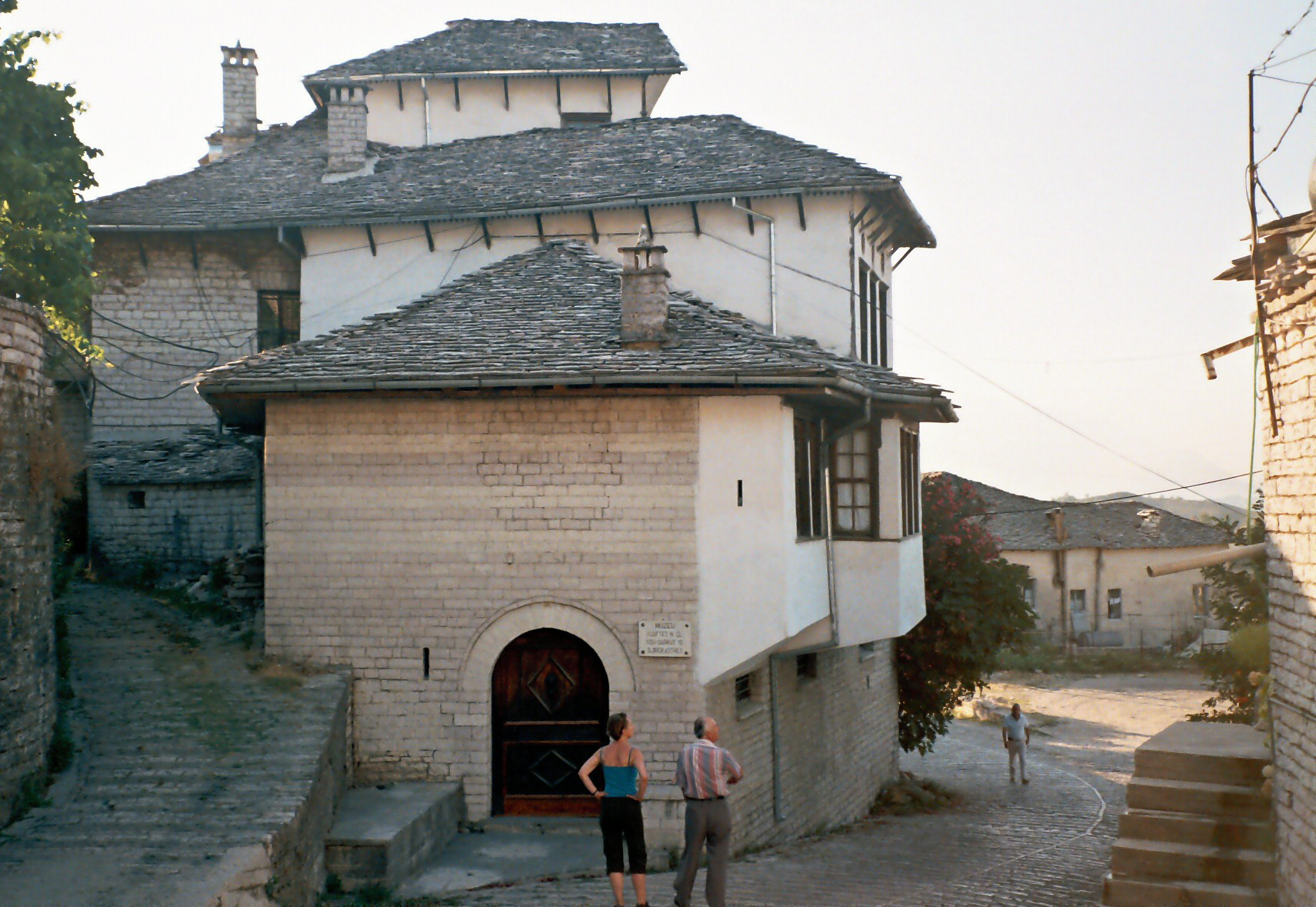
Dům ve městě Gjirokastra, kde přišel roku 1908 Hodža na svět.
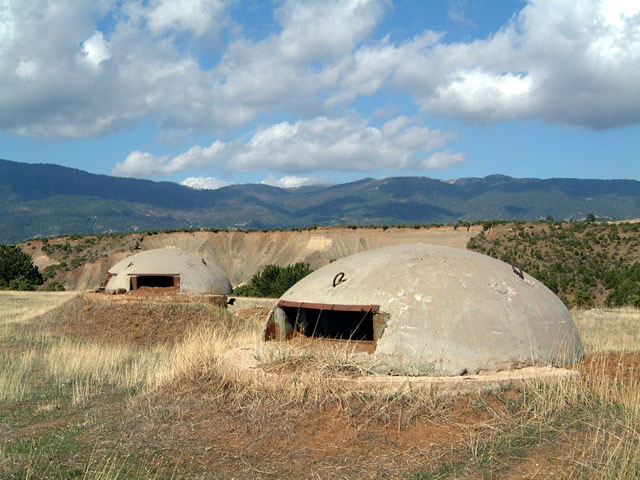
Obranné bunkry vybudované za Hodžovy izolativní vlády.